# CAESAR (semovente)
Il CAmion Équipé d'un Système d'ARtillerie detto CAESAR (in inglese: Truck equipped with an artillery system) è un obice semovente da 155/52 mm prodotto dalla azienda Nexter System per l'esercito francese.
Installato su un telaio di camion 6x6. Gli esempi costruiti per l'esercito francese utilizzano un telaio Renault Sherpa 10, gli esempi costruiti per l'esportazione utilizzano il telaio Unimog U2450L 6x6.

## Sviluppo
Il CAESAR è stato sviluppato negli anni '90 come dimostratore tecnologico dalla società statale francese GIAT Industries, in collaborazione con Lohr Industrie. Fu mostrato per la prima volta in pubblico nel 1994. Quattro anni dopo, un modello di pre-produzione fu sottoposto a prove con l'esercito francese.

## Varianti
Il 16 settembre 2015 all'esibizione biennale della DSEI 2015, Nexter ha presentato il CAESAR 8x8 che dispone di un elevato livello di mobilità garantito da un telaio Tatra T-815 8x8 modificato. Il CAESAR 8x8 è dotato di una cabina per quattro persone a comando avanzato non blindata, ma tra le opzioni vi è una cabina completamente blindata. Il peso lordo del veicolo dipenderebbe dal livello di protezione dell'armatura, ma è di circa 30 tonnellate. È alimentato da un motore diesel da 410 CV. Contiene 36 colpi.

## Impiego operativo
Nel giugno 2009, il presidente francese del Joint Chiefs of Staff ha confermato che otto CAESAR sono stati inviati in Afghanistan per supportare le operazioni francesi. Schierati durante l'estate. Tre sono stati schierati il 1 agosto 2009 dal 3º Reggimento Artiglieria Marina (3è RAMa), seguiti da altri cinque, schierati come base di fuoco a FOB Tora, Tagab e Nijrab. Sono dotati di componenti aggiuntivi per l'armatura della cabina, con fireport.
L'esercito francese ha schierato questo sistema nel Libano meridionale come parte della forza di mantenimento della pace dell'UNIFIL.
Durante l'operazione Serval in Mali quattro CAESAR furono schierati dal 68e régiment d'artillerie d'Afrique (in inglese: 68th Artillery Regiment of Africa).
Nell'aprile 2011, l'esercito reale tailandese ha utilizzato il CAESAR contro il BM-21 della Cambogia. L'esercito thailandese ha affermato di aver distrutto più di 2 sistemi BM-21.
Diversi CAESAR sono stati schierati in Mali durante l'operazione Serval, in cui hanno garantito copertura nella battaglia di Ifoghas, tra gli altri.
Quattro CAESAR sono stati schierati in Iraq per la Battaglia di Mosul (2016-2017), dove le forze francesi hanno sostenuto l'operazione dell'esercito iracheno per togliere Mossul all'ISIL dal ottobre 2016 a luglio 2017.
Molteplici CAESAR sono stati schierati in Iraq al confine con la Siria dall'8 novembre 2018 all'aprile 2019 per sostenere le forze democratiche siriane nella battaglia di Baghuz Fawqani, l'operazione alla fine riuscita per catturare l'ultima città detenuta dal gruppo dello Stato islamico. Si schierarono alla base di fuoco di Saham, una base appena costruita dall'esercito degli Stati Uniti per fornire supporto durante la battaglia, specialmente durante i giorni nuvolosi quando gli aerei statunitensi non potevano vedere per condurre attacchi aerei.
Gli obici CAESAR potrebbero essere stati usati dall'Arabia Saudita nella Guerra civile dello Yemen (2015) contro obiettivi civili.
Gli obici CAESAR sono usati dall'Ucraina durante l'Invasione russa dell'Ucraina del 2022.

## Utilizzatori

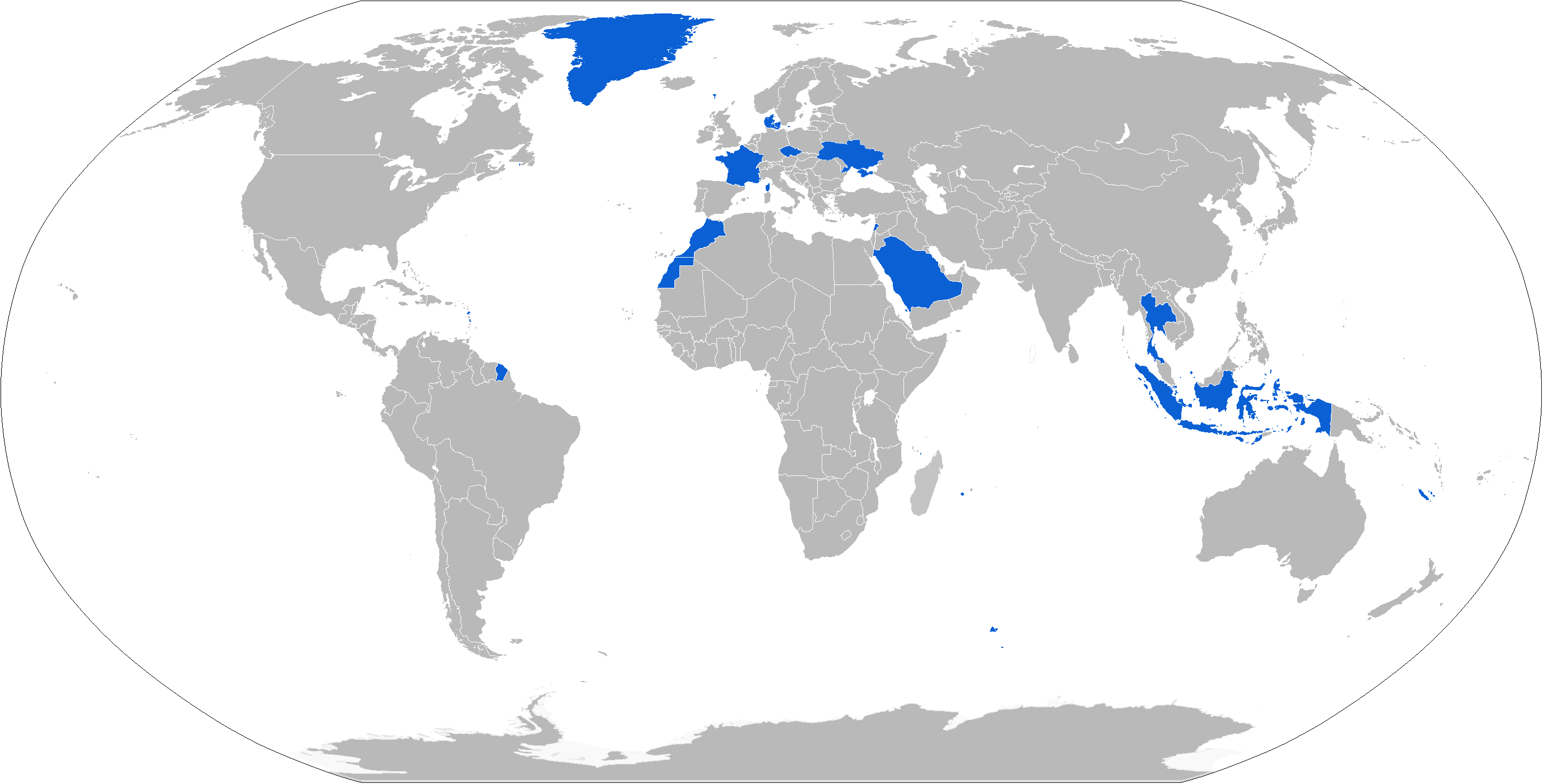
In blu gli operatori del CAESAR

Arabia Saudita
- Guardia nazionale dell'Arabia Saudita

Nel 2006 Nexter ha annunciato una vendita di 76 unità più un'opzione di 4 unità a un cliente estero non specificato, successivamente confermato essere l'Arabia Saudita Le 4 unità opzionali sono diventate vendite stabili nel gennaio 2007. Le prime due unità saranno assemblate in Francia mentre le altre 78 saranno assemblate in Arabia Saudita.
 Armenia
- Haykakan banak

36 CAESAR Mk I acquistati nel 2024.
 Belgio
- Componente terrestre dell'armata belga

9 acquistati nel 2021 con consegne previste a partire dal 2027, altri 19 ordinati nel 2022.
 Danimarca
- Hæren

15 CAESAR 8×8 acquistati nel 2017 e altri 4 nel 2019. Le consegne erano previste inizialmente entro il 2020 ma sono state ritardate al 2023 a causa della pandemia da Covid-19. A gennaio 2023 il governo danese ha donato all'Ucraina i 19 CAESAR ordinati e non ancora ricevuti.
 Estonia
- Eesti maavägi

12 acquistati nel 2024, con consegne previste tra il 2024 e il 2025.
 Francia
- Armée de terre

Il primo ordine (per 5 obici) è stato approvato il 20 settembre 2000. Le prime cinque unità sono state consegnate nel 2003. A seguito della valutazione, l'ordine principale di 72 unità è stato effettuato alla fine del 2004. Nel luglio 2008 il primo cannone del primo lotto fu consegnato all'esercito francese. 30 CAESAR Mk I sono stati acquistati tra il 2022 e il 2023 per sostituire quello donati all'Ucraina. 109 CAESAR Mk II sono stati ordinati nel 2024 con consegne previste a partire dal 2026.
 Indonesia
- Tentara Nasional Indonesia Angkatan Darat

L'esercito indonesiano ha acquistato nel 2017 37 unità CAESAR per 240 milioni di dollari, le prime due sono arrivate a metà settembre 2012. Altre 18 sono state acquistate in un ordine successivo firmato a febbraio 2017 e sono state consegnate tra il 2020 e il 2022.
 Lituania
- Lietuvos kariuomenės Sausumos pajėgos

18 CAESAR Mk II acquistati nel 2022 e previsti in consegna entro il 2027.
 Marocco
- Armée royale

All'inizio del 2020, il Marocco ha confermato l'acquisizione di 36 CAESAR 6×6. Tutti gli esemplari ordinati sono stati consegnati nel 2022.
 Rep. Ceca
- Pozemní síly Armády České republiky

52 CAESAR su Tatra 815-7 acquistati nel 2020 e 10 acquistati nel 2022, con consegne a partire dal 2026. I primi 4 verranno prodotti in Francia, i restanti in Repubblica Ceca.
 Thailandia
- Kongthap Bok Thai

6 CAESAR ordinati nel 2006, montato sul telaio del camion Sherpa 6×6, e consegnati nel 2008.
 Ucraina
- Forze terrestri ucraine

Dopo l'invasione russa dell'Ucraina nel 2022 la Francia ha donato 12 CAESAR all'Ucraina. Il 22 aprile 2022, 40 soldati ucraini sono arrivati in Francia per l'addestramento sul sistema. A maggio 2022, il Ministero della difesa ucraino ha pubblicato la notizia e una foto che le unità sarebbero già schierate sul fronte per l'impiego operativo. La donazione di ulteriori 6 semoventi francesi è stata annunciata nel luglio 2022. A inizio 2023 la Francia ha donato ulteriori 12 semoventi mentre la Danimarca ha donato i suoi 19 esemplari. A gennaio 2024 il ministro della difesa francese Sébastien Lecornu ha annunciato la nascita di una coalizione composta da Francia e Stati Uniti e finanziata da Francia, Danimarca e Ucraina per la produzione di ulteriori 78 CAESAR da fornire alle forze armate ucraine. I primi 6 semoventi sono stati consegnati a marzo 2024.

## Galleria d'immagini

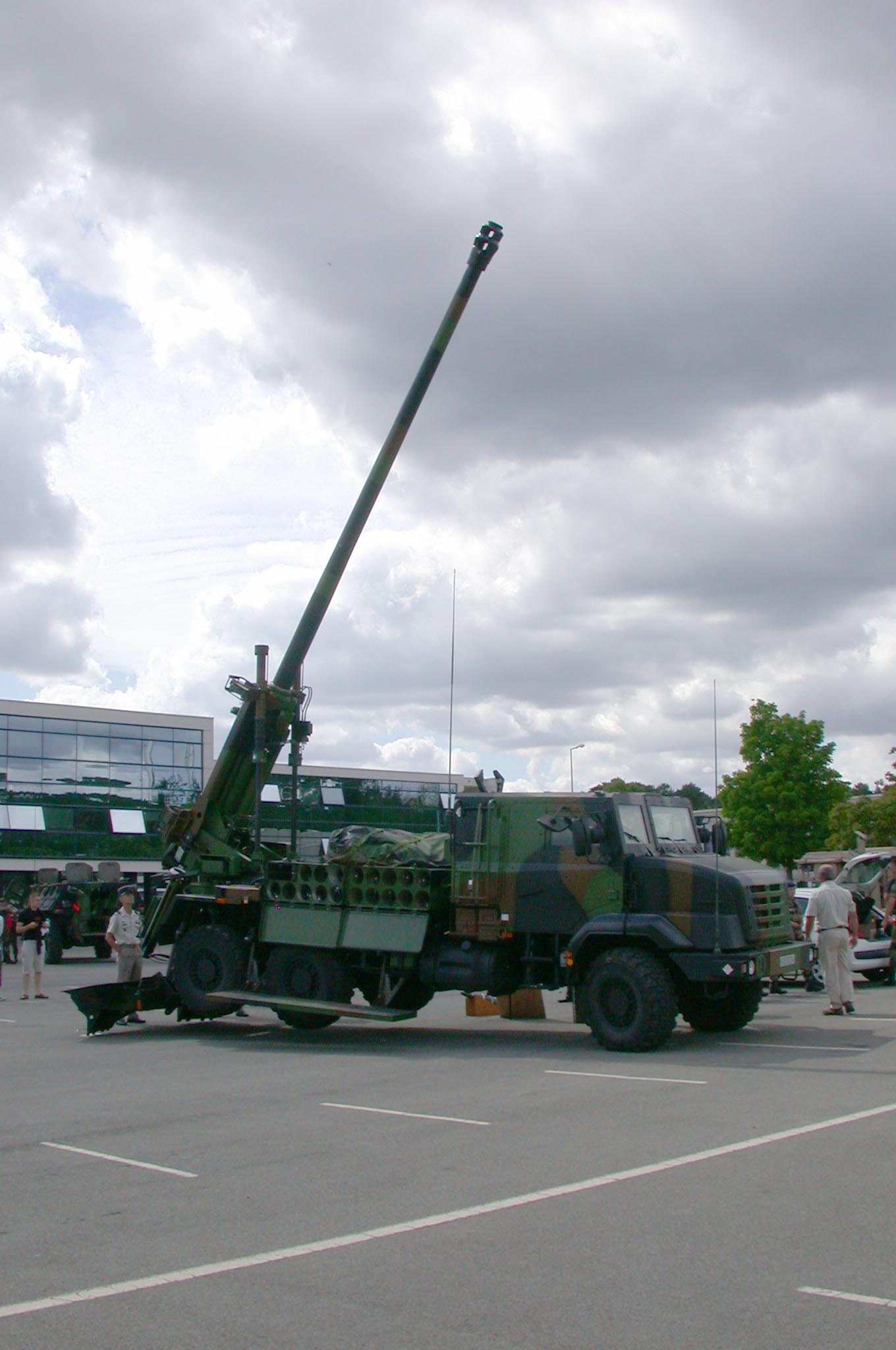
Profilo laterale dell'obice schierato
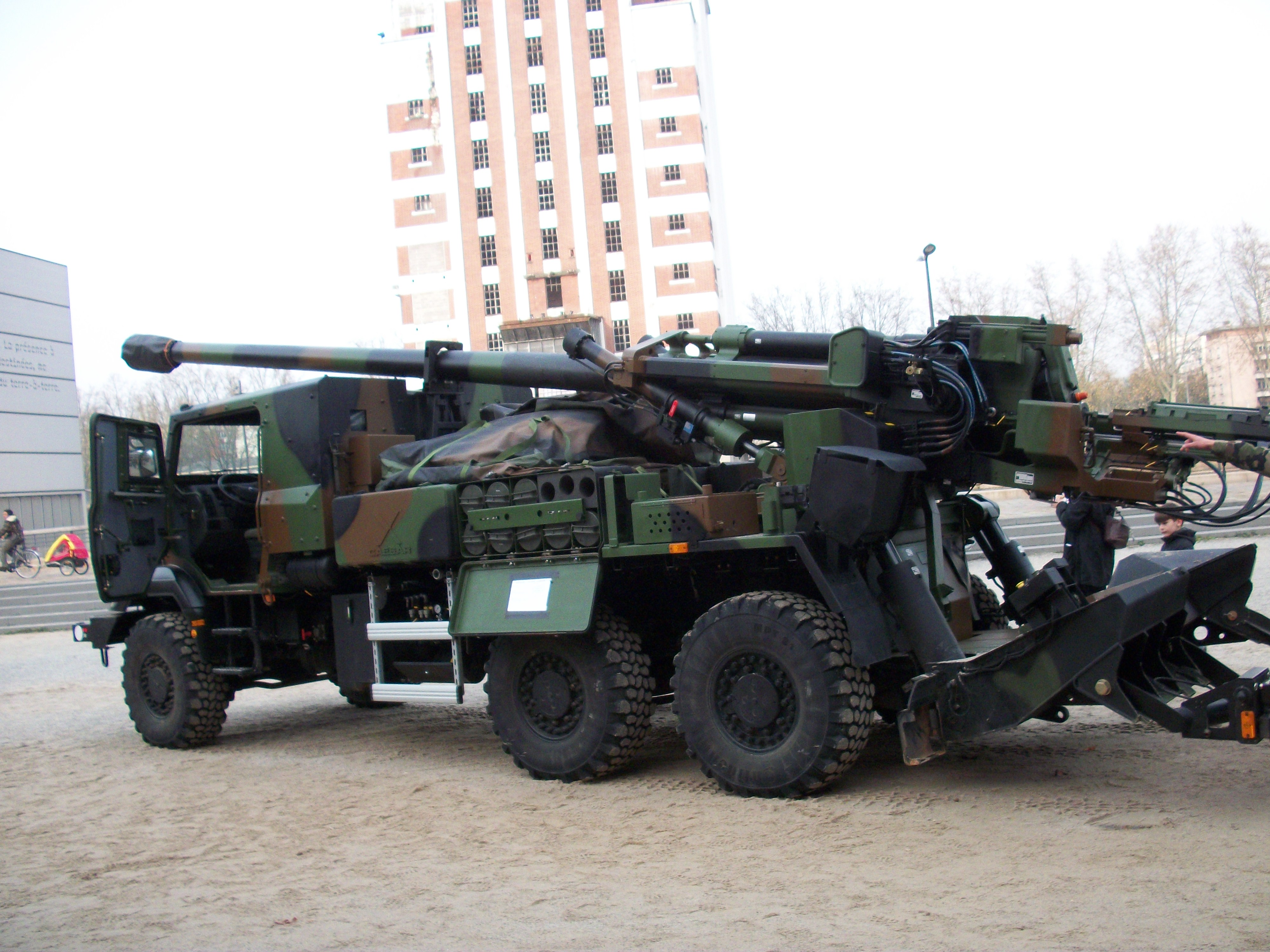
Primo piano del sistema
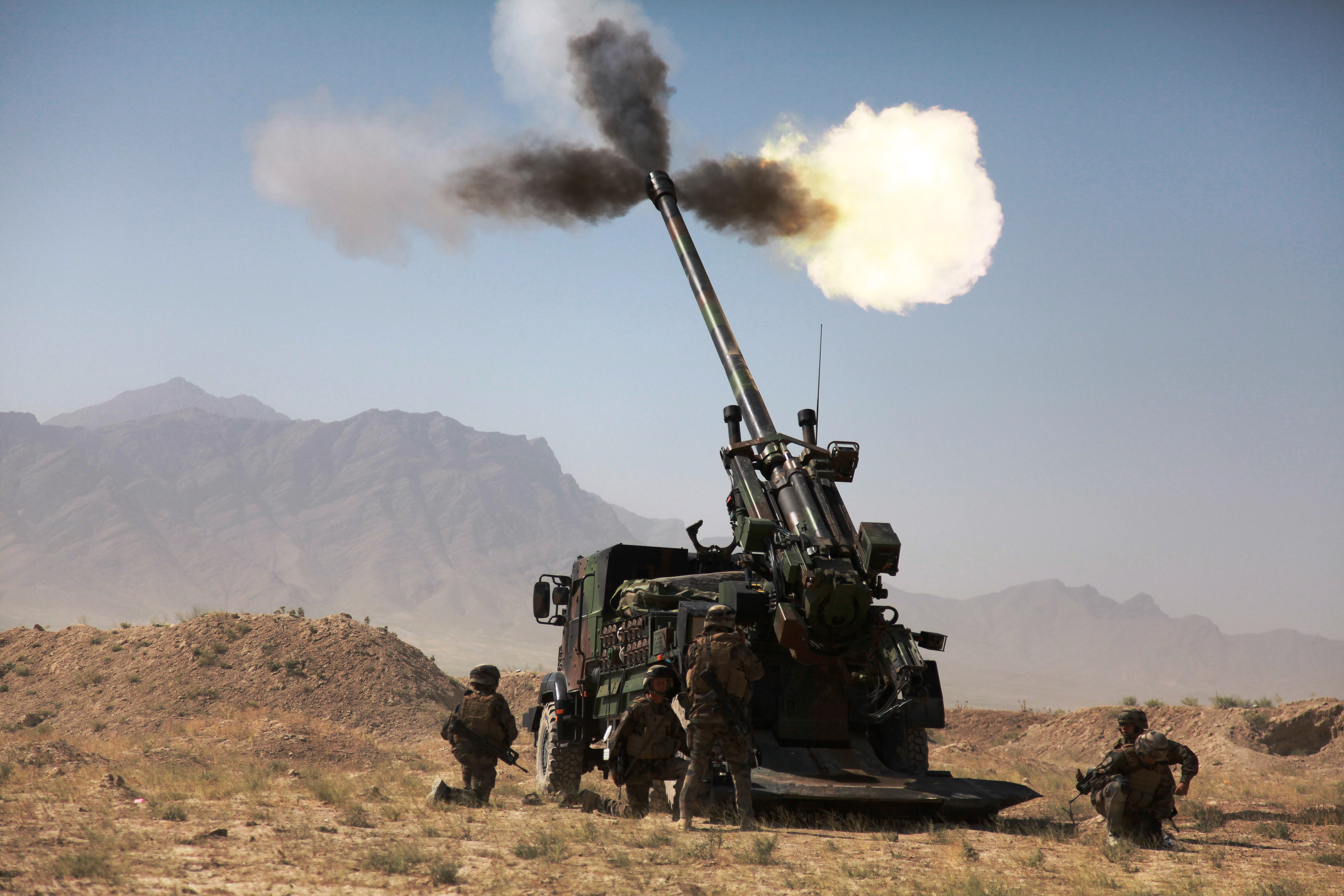
CAESAR in azione in Afghanistan, agosto 2009
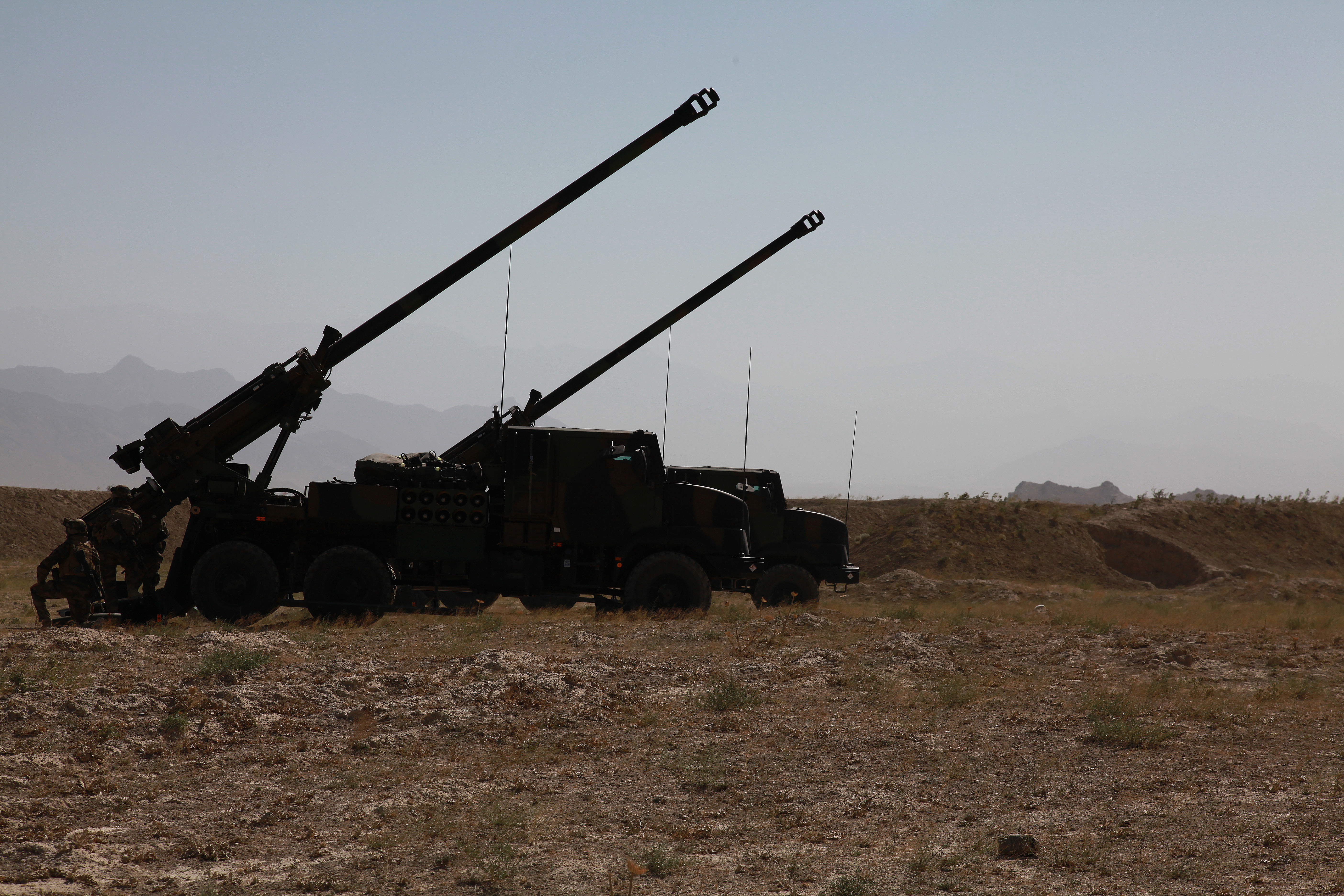
CAESAR in Afghanistan, agosto 2009
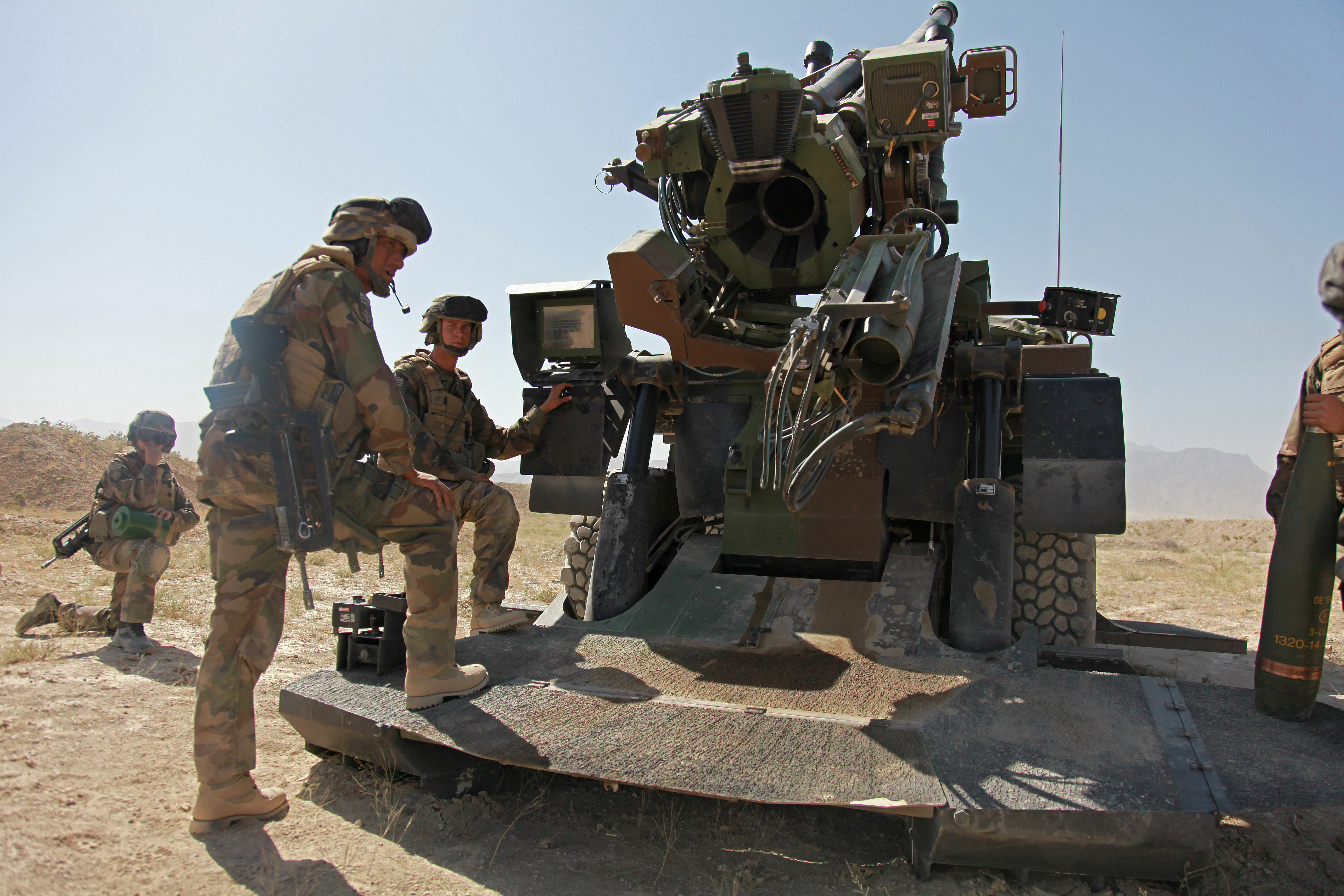
Preparazione per caricare la culatta in Afghanistan, agosto 2009
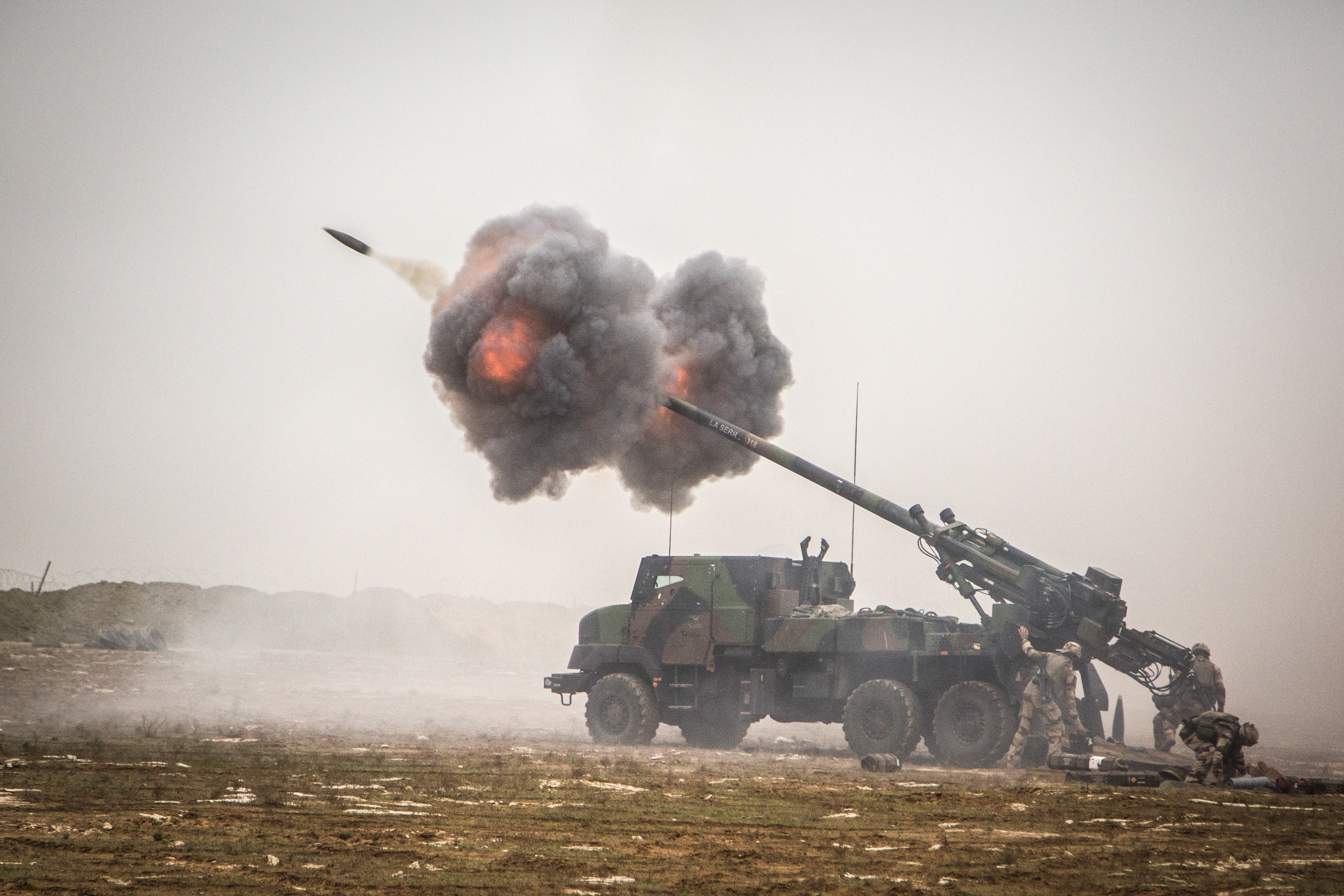
CAESAR in azione nella valle del fiume Eufrate dall'interno dell'Iraq, dicembre 2018